# المجمع المسكوني الرابع
المجمع المسكوني الرابع يمكن الرجوع في ذلك إلى مجمعين:
- مجمع أفسس الثاني:

وفق للكنائس الشرقيّة (السريانية والأرمنيّة والقبطية) المجامع المسكونية الأربعة هي; مجمع نيقية، مجمع القسطنطينية الأول، مجمع أفسس، مجمع أفسس الثاني.
- مجمع خلقيدونية:

وفق للكنيستين الرومانيّة والبيزنطيّة يرون أن مجمع خلقيدونية هو المجمع المسكوني الرابع وأحد المجامع المسكونية السبعة.
انعقد مجمع خلقيدونية سنة 451م  يُعتبر من أهمّ المجامع، إذ نجم عن هذا المجمع انشقاقٌ أدّى إلى ابتعاد الكنائس الشرقيّة (السريانية والأرمنيّة والقبطية) عن الشركة مع الكنيستين الرومانيّة والبيزنطيّة الذين يرون أن مجمع خلقيدونية المجمع المسكوني الرابع وأحد المجامع المسكونية السبعة.
لكنائس الشرقيّة ترى مجمع أفسس الثاني هو المجمع المسكوني الرابع الشرقية الأرثوذكسية هي التي تعرف أيضا باسم miaphysites أو "غير خلقيدونيون. هذا وقد عقد المجلس في 449.
فان الكنيسة الأرثوذكسية، والكنيسة الكاثوليكية الرومانية، وبعض الكنائس البروتستانتية (أي: الانغليكاني) النظر في هذا المصطلح للإشارة إلى مجمع خلقيدونيه هو المجمع المسكوني الرابع. هذا وقد عقد المجلس في 451.
كلا الطرفين يدعون انهم «التدريس الأرثوذكسي الحقيقي». وكانت هذه بداية الانشقاق بين الارثوذكسية الشرقية وبقية المسيحية.